# Jouni Kaitainen
Jouni Mikael Kaitainen (né le 9 juin 1980 à Lahti) est un ancien spécialiste finlandais du combiné nordique qui a été actif de 1999 à 2008.

## Carrière
Il débute en Coupe du monde en 1999 et obtient son premier podium dans une épreuve individuelle à Lahti en mars 2003. Il venait juste d'être médaillé de bronze aux Championnats du monde dans l'épreuve par équipes.
Il prend sa retraite sportive en 2008.

## Palmarès

### Championnats du monde
- Championnats du monde de 2003 à Val di Fiemme  Italie :
  -  Médaille de bronze par équipes

### Coupe du monde
- Meilleur classement général : 16e en 2004.
- 1 podium individuel et 2 victoires par équipes.

### Championnats du monde junior
- Médaille d'or par équipes en 2000.
- Médaille d'argent en Gundersen en 1999.